# Benzaiten

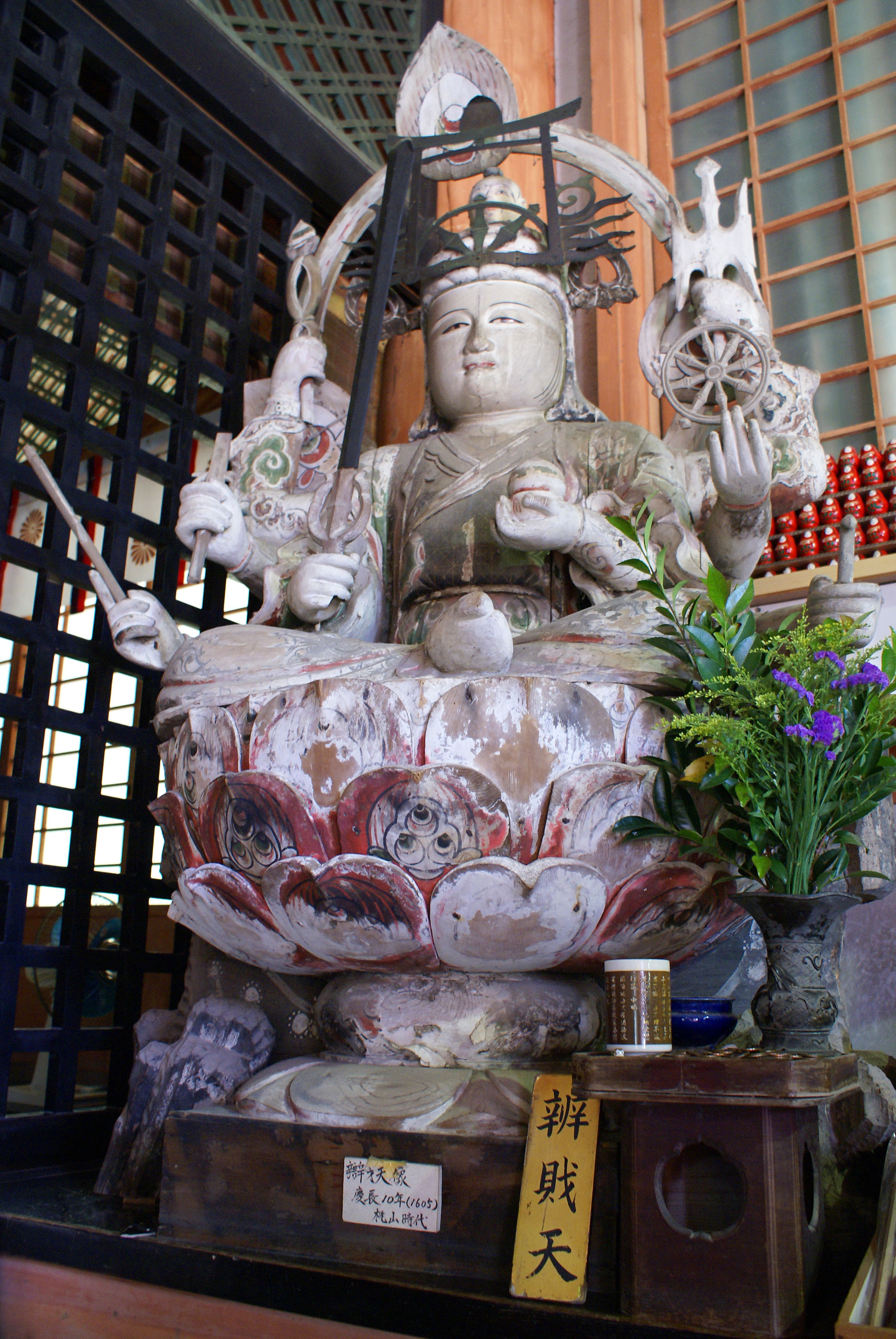
Hōgon-ji, tempio buddista dedicato a Benzaiten, a Matsuyama.

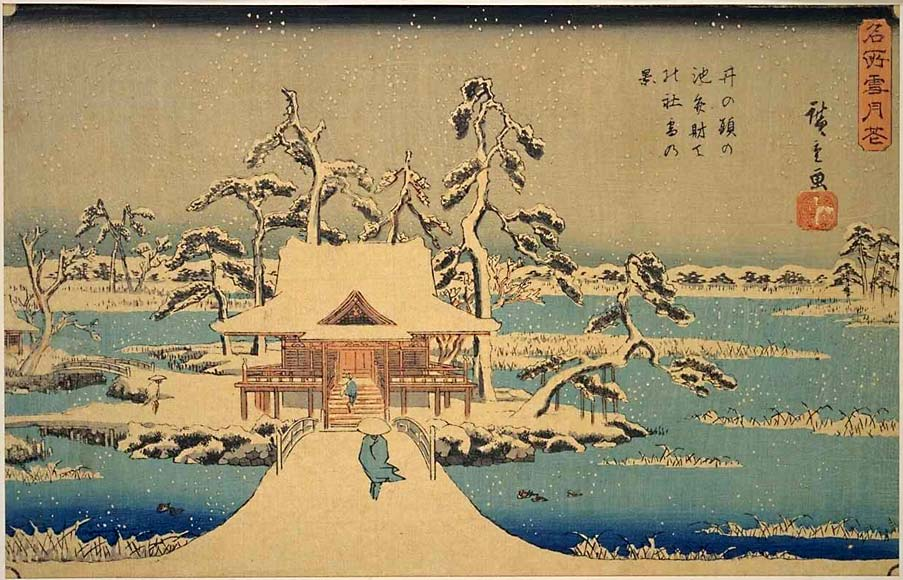
Tempio di Benzaiten risalente al Periodo Edo (Giappone).

Benzaiten (弁財天? talvolta indicata come Benten), originariamente personificazione del fiume indiano Sarasvati, venne adottata nel pantheon buddista come una dea che forniva benefici a coloro che cercavano saggezza, eloquenza e longevità e l'eliminazione della sofferenza. Attraverso la Cina, nel VII secolo, si è diffusa in Giappone, divenendo una delle Sette divinità della fortuna, oltre a tutelare il matrimonio, la letteratura e la musica.

## Etimologia
Il kanji zai che compone una parte del suo nome può voler dire sia “ricchezza” che “talento”, due dei benefici che si possono ricevere da questa divinità.

## Iconografia

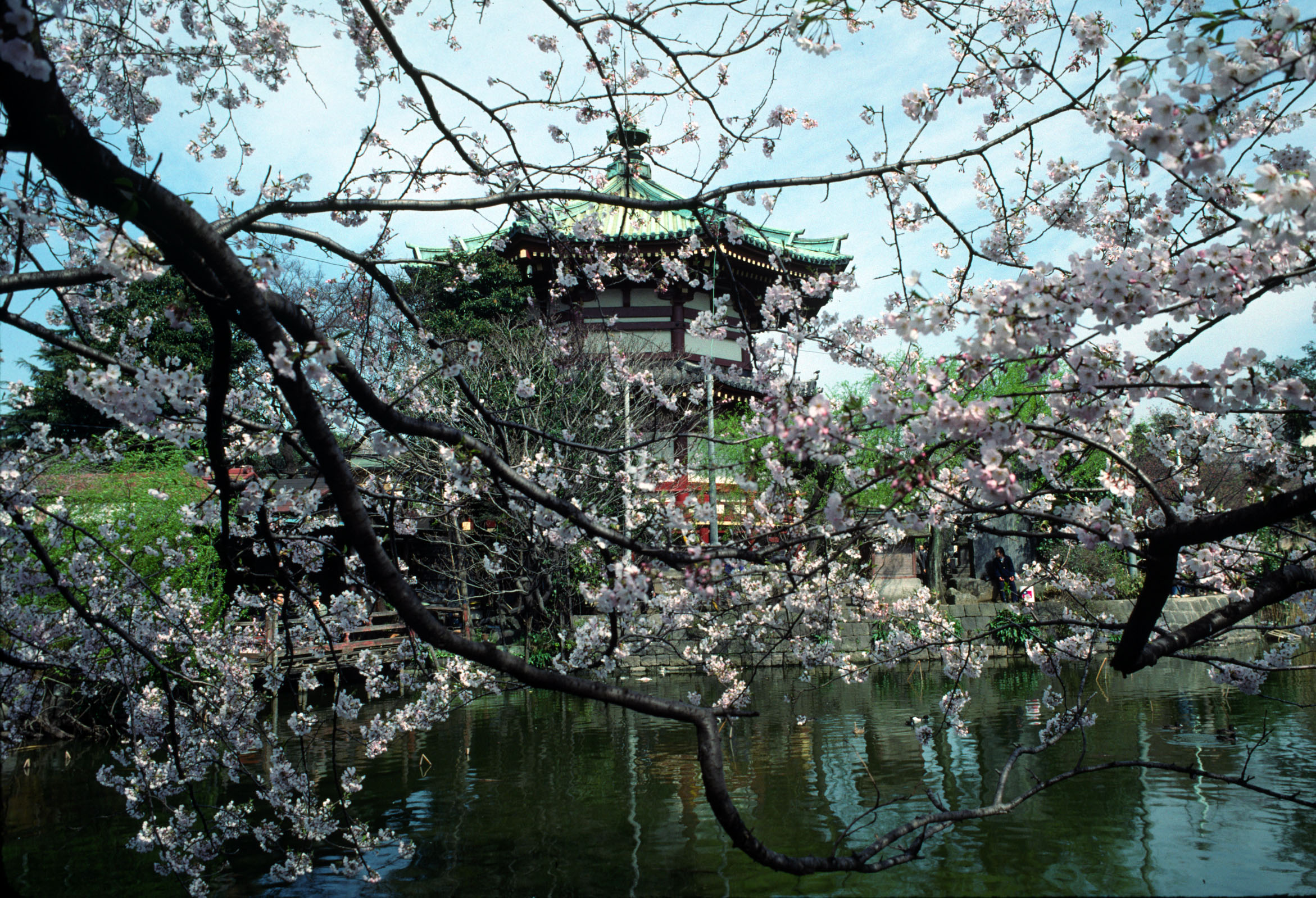
Tempio di Benzaiten nel parco di Ueno (Tokyo).

Come Kannon, Benzaiten viene rappresentata iconograficamente con molte braccia, di solito quattro oppure otto. Il primo braccio dalla parte sinistra afferra una lancia appuntita, con la seconda il Rimbō, con il terzo un prezioso arco, con la quarta un'arma. Il primo braccio di destra tiene una spada, il secondo una mazza, il terzo una chiave e il quarto delle frecce. La corona della sua testa è adornata con il gioiello Nyoishu, dal quale viene emanata un'aureola di luce che sormonta la testa. In altre rappresentazioni iconografiche la sua corona può essere sormontata da un cigno oppure da un torre shintō, sopra il quale è attaccato un serpente bianco con il volto di un uomo anziano. 
Intorno a Bishamonten stanno i quindici ōji, i figli del re Rājakumāra o Kumārarāja. Gli ōji, sotto l'aspetto di fanciulli, tengono i simboli delle stagioni oppure il gioiello Nyoishu.
Nel Bentenkyō si narra di quando Benzaiten, con i suoi quindici accoliti, dopo aver finito di recitare il dhāraṇī, la terra tremò per sei volte facendo piovere dal cielo gioielli. Nelle sue versioni iconografiche più popolari, Benzaiten viene rappresentata con un liuto, in quanto viene considerata la dea della musica, della bellezza e dell'amore. 
Benzaiten viene anche chiamata Kōtokutenno, dea delle opere meritevoli, o Myōontenno, dea dalla voce meravigliosa, o, infine, Biintenno, dea dalla bella voce. Quest'ultima designazione rimanda al sanscrito Madhurasvara, nome di un monarca del Gandharva, e Benzaiten apparterrebbe a una classe di esseri soprannaturali musicisti della corte del dio Indra.

## Mitologia e leggende
La leggenda considera Benzaiten figlia di un re drago. Per volere del padre è costretta a sposare un drago divoratore di bambini, che però, grazie all'amore della dea, perderà questo difetto mostruoso.
In un'altra leggenda Benzaiten svolge il ruolo di intermediaria per una coppia inedita ed esaudendo le ferventi preghiere di un giovane alla ricerca della autrice di alcuni mirabili versi poetici trovati su un foglio di carta, materializza la scrittrice al cospetto del giovane. I due finiranno per sposarsi.

### Bishamonten
Sebbene Bishamonten abbia origini indiane, ci sono leggende giapponesi in cui viene sostenuta l'origine nazionale di questa divinità.
Una delle più popolari narra la storia di un uomo ricco che aveva una figlia di nome Bunshō, identificata con la dea Benzai, la quale andò in sposa a Shinyosu Daimyōjin. Passarono molti anni, ma Bunshō non riusciva a dare alla luce un figlio, sebbene fossero state fatte numerose offerte e preghiere al kami. Alla fine Bunshō rimase incinta, ma al posto di un bambino partorì 500 uova. Terrorizzata dall'idea di cosa potesse schiudersi da quelle uova ordinò che fossero poste in un cesto e gettate nel fiume. Il cesto venne trovato da un pescatore che le portò alla moglie. Sperando che le uova producessero dei pulcini, li pose nella sabbia calda, ma una volta dischiuse le uova, invece di 500 pulcini, nacquero 500 bambini. A fatica la coppia riuscì a mantenere la moltitudine di bambini e quando questi ebbero raggiunto una certa età, vennero mandati dal signore locale, nella speranza che Bunshō si prendesse cura di loro. Così i bambini andarono nel castello, dicendo che erano nati da 500 uova abbandonate in una cesta in balia del fiume. Bunshō riconobbe che erano suoi figli e permise loro di vivere all'interno del castello. Infine Bunshō venne posta nel rango degli dèi e venerata con estrema devozione.

## Altre rappresentazioni
Un'altra forma di Benzaiten sarebbe quella di Uga no kami, conosciuta anche come Uke-Mochi (il kami protettore del cibo), divinità dei cinque tipi di cereali molto popolare in Giappone. Uga no kami viene considerata la divinità centrale nel pantheon di Inari e riceve culto nel terza vetta del monte Inari, a Mannaka Shino no Yashiro. In questo santuario Uga no kami e Inari vengono combinati insieme per creare Ugadama: essi sono Kuku no kami, la divinità degli alberi e Kaya no hime no kami, la dea dell'erba e delle alghe.
Benzaiten inoltre viene conosciuta anche come la bianca dama serpente. Il serpente, oltre a essere un simbolo di fertilità e di sessualità, viene associato ai fiumi, mari e all'acqua in generale e viene vista come una divinità agricola in grado di assicurare la fertilità dei campi di riso, i quali richiedono inondazioni durante i primi periodi della coltura del riso. Per questo motivo Benzaiten viene associata a Uga no kami.
Benzaiten riceve culto in modo particolare all'isola di Enoshima e al santuario di Ikutsushima, a Miyajima, vicino a Hiroshima.